# تری شیر
تری شیر (انگلیسی: Théry Schir؛ زادهٔ ۱۸ فوریهٔ ۱۹۹۳) دوچرخه‌سوار اهل سوئیس است.